# Straff
För straff i sport, se straff (sport).
Straff, bestraffning, är en negativ åtgärd som riktar sig mot den som brutit mot en regel. Exempel på straff är de juridiska åtgärder som utdöms av en domstol eller myndighet till följd av ett begånget brott, en tävlingsmässig nackdel som tillförs idrottsutövare till följd av regelbrott samt religiös botgöring till följd av en synd eller brott mot en religions regelsystem. Andra varianter av bestraffning är föräldrars bestraffning av barn, disciplinära åtgärder inom en organisation, personalansvar för anställda eller sanktioner vid avtalsbrott. 
Straff kan utformas på många olika sätt, till exempel som fysiska (aga, straffarbete, fängelse), psykologiska (skam, osynliggörande, pennalism), sociala (förvisning, utpekande), andliga (bannlysning), ekonomiska (böter) eller kontraktuella (uppsägning, sanktionsavgift) bestraffningar. Folkrättsligt begränsas dock staters möjlighet att använda många typer av straff genom internationella konventioner till skydd för mänskliga rättigheter och människans okränkbara värde. Konventionerna bildar ett globalt ramverk för rättsetik, men tolkas och tillämpas lokalt. Stater som uppfattas bryta mot sådana internationella överenskommelser kan i vissa fall utsättas för ett slags bestraffning i form av sanktioner. 
Inom rättsväsende avses allmänt alla samhällets (överhetens) åtgärder mot en person som funnits skyldig till en brottslig gärning med anledning av brottet. Inom svenskt rättsväsende indelas brottspåföljder i straff (enbart fängelsestraff och böter) och övriga påföljder. Som begreppet definieras i Sverige är straffet en angelägenhet mellan en eller flera individer som begått brott och samhället; straffet är däremot inte en angelägenhet mellan individer såsom brottsoffer och förövare. Sådant som berör gärningsmannens moraliska och andra skulder till brottsoffer eller deras anhöriga kan vara skäl för åtal, men inbegrips inte i brottspåföljderna. Ett möjligt avsteg från huvudprincipen är dock att en domstol även kan besluta om skadestånd och besöksförbud.
Globalt är straffbegreppet i regel en synonym till brottets alla sanktionerade påföljder, även ersättning för skada två individer emellan. Legala straff är då följaktligen alla de brottspåföljder, ersättningar och individuella brottspreventioner som sanktionerats av de styrande, och straffet kan därför inkludera förhållandet mellan individer på ett sätt som avviker från svensk rättstradition.

## Brottspåföljder

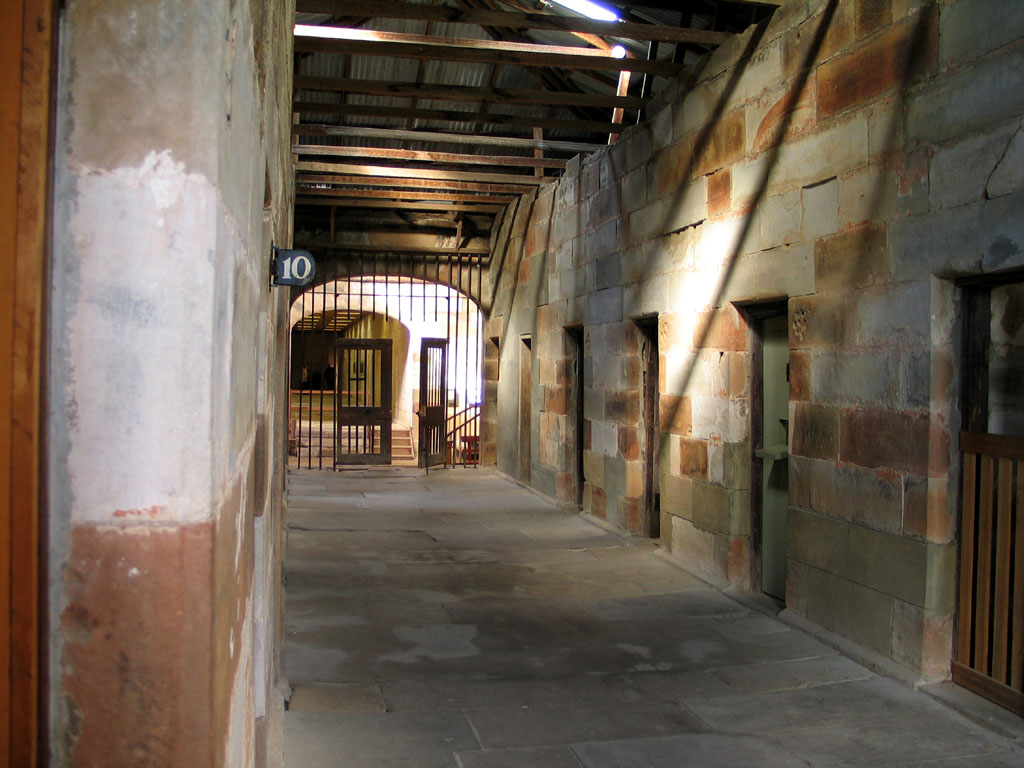
Modellfängelse, Port Arthur i Tasmanien, Australien

Med straff i juridisk mening menas i regel brottspåföljderna frihetsberövande eller böter. Villkorlig dom var förr ett svenskt straff men räknas numera till övriga påföljder. I Sverige anges de flesta brottspåföljderna förutom civilrättsliga mål i Brottsbalken. Liknande explicita påföljdsangivelser förekommer i de flesta länder: för att ett samhälle ska anses uppfylla kraven på rättssäkerhet ska straff vara förutsägbara och rättvisa.
Den vanligaste formen av frihetsberövande straff är fängelsestraff. Detta gäller vare sig brottstypen finns rubricerad inom civil-, straff- eller internationell rätt. Fängelsestraff kan utfästas på viss tid eller på livstid. Straff på viss tid ska vara tidsbestämt vid utdömandet. Straffets grad ska stå i proportion till brottets svårighetsgrad, uppsåt och eventuella andra orsaker som kan anses vara förmildrande. Brottspåföljder anges därför med en strafflatitud, en skala från lägsta verkställighetsgrad till högsta för specificerade brott. Andra, ringare berövanden eller inskränkningar av friheten (tvångsåtgärder) som utdöms för civila brott kan vara skyddstillsyn, samhällstjänst, och intensivövervakning med fotboja. 
Besöksförbud är en preventiv åtgärd som när det är aktuellt ofta meddelas i anslutning till ett brott, och är i strikt mening inget straff.
Stater kan även besluta att frysa en människas tillgångar i brottspreventivt syfte, vilket kan anses vara ett slags straff. 
I Brottsbalken 36 kap finns regelverket för förverkande av egendom för svenska förhållanden.
Den vanligaste formen av ekonomiskt straff är böter, som tillfaller staten och skiljer sig från skadestånd som betalas till offret. Böter kan i Sverige utdömas i form av dagsböter och penningböter och företag kan bli skyldiga att betala företagsbot.
Vissa straff berör individens förhållande till en stat och samhället, som till exempel utvisning för utlänningar, landsförvisning för medborgare och förlust av vissa eller alla medborgerliga rättigheter, (rösträtt med mera). 
FN:s konventioner innehåller restriktioner mot dessa slags straff.
I historien och ännu i vissa länder har andra former av straff använts. Fram till 1964 förekom straffarbete i Sverige och till omkring 1800 kunde brottslingar bli fredlösa eller biltoga. Skamstraff har likaså praktiserats, till exempel med skampåle. Fysiska straff är fortfarande vanligt globalt sett. Sådana straff kan vara spöstraff (avskaffades i Sverige 1855), stympning och stening. 
Fysiska och psykiska straff räknas som tortyr, vilket förbjöds internationellt 1984 genom Konvention mot tortyr och annan grym, omänsklig eller förnedrande behandling eller bestraffning.
Dödsstraff är förbjudet i fredstid i de länder som ratificerat FN:s Den internationella konventionen om civila och politiska rättigheter från 1966 och dess tilläggsprotokoll utan reservationer. Historiskt och globalt sett har det varit den vanligaste strafformen.

## Undantag från straff

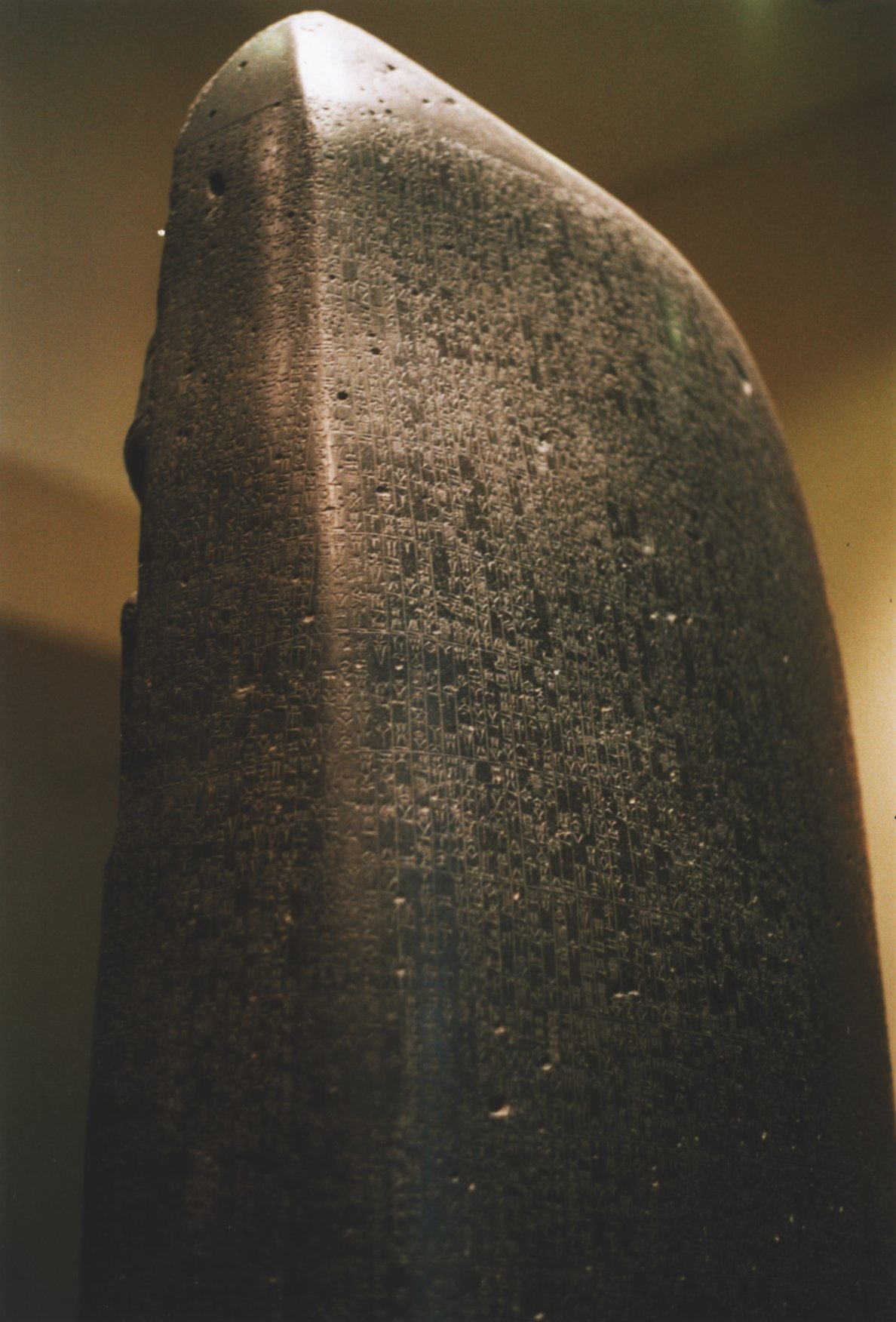
Hammurabis lagar är världens äldsta kända lagkodex.

Inte alla människor straffas för brott. Immunitet, en praxis som funnits i mer än 3 000 år, gäller ambassadörer och diplomater i mottagarländerna, numera fastslaget i Wienkonventionen från 1961 och som regel har alla statschefer full immunitet åtminstone i sitt eget land. Statschefen, statsministern, statsråd, riksdagsledamöter, diplomater och deras tjänstemän har immunitet i varierande grad i Sverige. Immuniteten legitimeras bland annat genom att människor med centrala funktioner för samhället inte ska kunna utsättas för utpressning, och att den som inte kan leva upp till detta ansvar inte ska ha en sådan position. Kritik har framkommit emot denna sedvänja i anslutning till att missbruk uppdagats.
Straff utdöms heller inte om rättssystemet inkluderar preskriptionstid för brott och den tiden löpt ut innan någon kunnat bindas vid brottet. I Sverige har alla brott en preskriptionstid enligt 35 kap brottsbalken.
I Sverige blir såväl pojkar som flickor straffbara vid 15 års ålder ("straffmyndig").
I Storbritannien är straffåldern 10 år, och i USA varierande men oftast 7 år. I Iran, som jämförelse, är straffåldern för flickor nio år och för pojkar femton. Människor som är yngre än straffåldern kan inte straffas, oavsett om de kan bindas vid ett brott eller ej. Däremot kan de bli ekonomiskt ansvariga för skadestånd för något de gjort. I stället blir ofta föräldrar eller vårdnadshavare ansvariga för det.
I de flesta länder, däribland Sverige, kan heller inte den straffas som vid tiden för brottet var otillräknelig, det vill säga gärningsmannen led av en allvarlig psykisk störning. Dessa gärningsmän påtvingas i stället rättspsykiatrisk vård enligt 31 kap 3 § brottsbalken utom mord i viss utsträckning; se fängelseförbud.
Trots att någon kan bindas vid ett brott kan ibland påföljdseftergift ges och nåd. En gärning som i regel anses vara brottslig kan även befinnas försvarbar om gärningsmannen handlat i nödvärn eller i nöd. I krigstid kan vidare vissa tillfälliga omtolkningar ske.

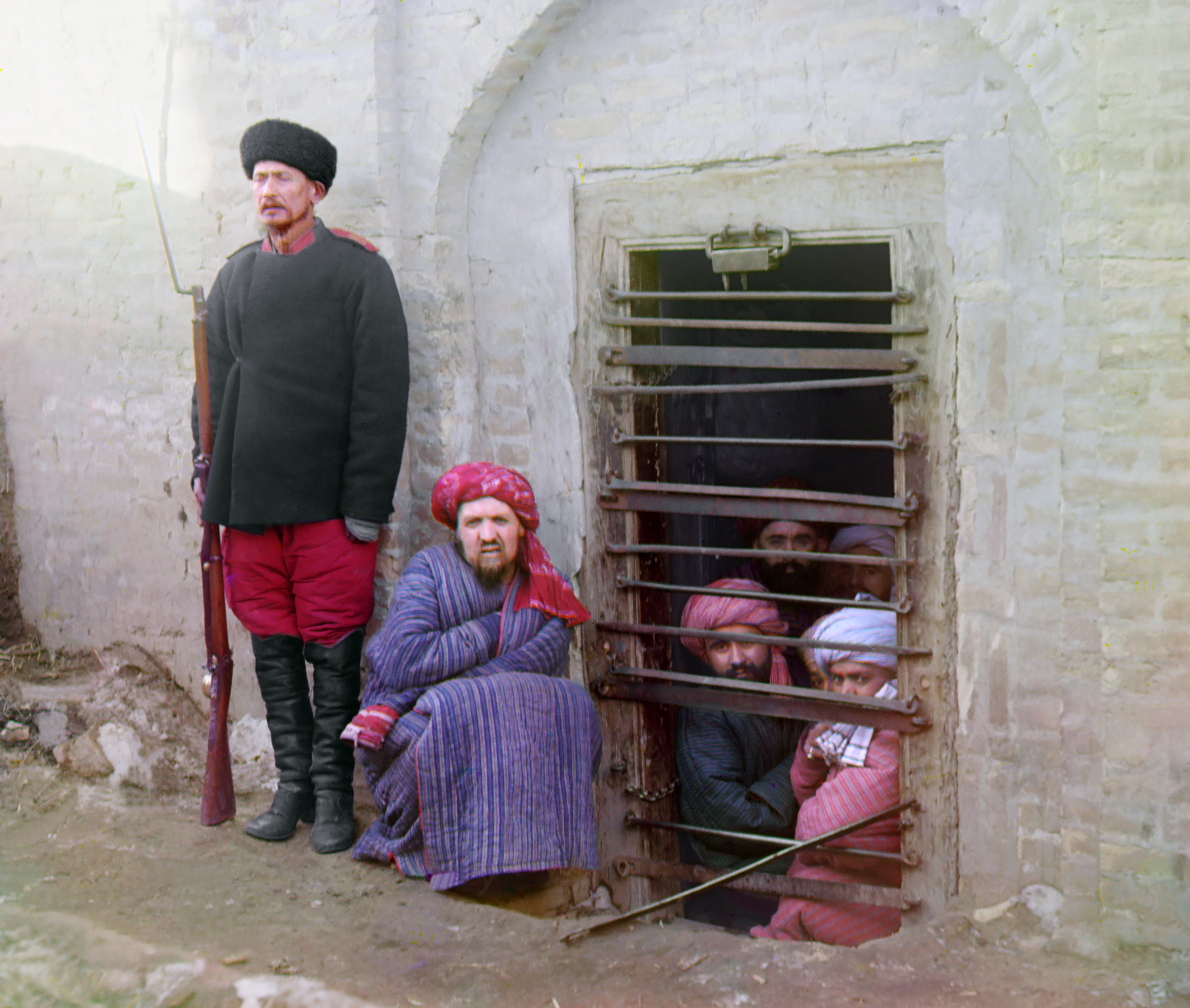
En zindan, ett traditionellt centralasiatiskt fängelse i början av 1900-talet. Fotot är ett av världens äldsta färgfotografier, taget av ryssen Sergej Prokudin-Gorskij någon gång mellan 1909 och 1915.

## Straffets objekt
I nästan alla samhällen är det självklart att se individuella straff som den enda legitima formen av straff i fredstid. Med det avses att gärningsmannen själv straffas för det brott han eller hon begått. Globalt sett förekommer kollektiva straff. Detta innebär att en grupp straffas för en gärningsmans lagöverträdelser, till exempel genom att en by jämnas med marken för att en bybo begått ett mord på en person i en annan by. I vissa kulturer och i historien förekommer även ärftliga straff, fastän inget sådant straff är tillåtet idag. Sådana är ofta ett led i en släktfejd.
När företag, organisationer och föreningar begår en brottsling gärning, bär i många fall åtminstone en fysisk person ansvaret, antingen genom sin position eller genom uppsåt. Oaktsamhetsbrott kan emellertid en juridisk person ställas till ansvar för. Straffet är då företagsbot eller förverkande.

## Administrativa straff
Med ett administrativt straff menas ett straff en myndighet kan ensidigt besluta utan en domstol. I Sverige och de flesta länder kan sådana straff överklagas till domstol i efterhand men det går inte i alla länder. 
Exempel på sådana straff i Sverige: Indragning av körkort, indragning av läkarlegitimation, avskedande. De brukar inte räknas formellt som straff vilket möjliggör den summariska processen. För en drabbad som tagit en rättighet för given kan de vara ganska kännbara.
I vissa länder kan man låsa in människor utan rättegång mycket länge. Det rör sig inte om rättsstater i så fall. I till exempel Nazityskland fick Gestapo hålla folk fängslade obegränsad tid på en egen bedömning om personens politiska farlighet utan överklagandemöjlighet. I modern tid är Guantanamobasen ett bra exempel.

## Ansvariga myndigheter

### Sverige
För att någon rätteligen ska straffas, måste en brottsrubricering finnas i strafflagstiftningen; brottet måste vara definierat som en missgärning mot den givna rätten vid tidpunkten för gärningen. Detta följer av den allmänna legalitetsprincipen som i romersk rätt uttrycktes genom lagbudet "Nullum crimen sine lege" (inget brott utan lag). Till brottsrubriceringarna hör även den aktuella påföljden. 
Om talan väckts och ett brott kan bevisas, är det en domstol som fastställer straffet. Ofta överklagas domsbeslut till en högre rättsinstans, se vidare Sveriges domstolsväsen. Kriminalvården är sedan den myndighet som bär ansvaret för straffverkställandet.

## Översikt av straff och rättsväsen

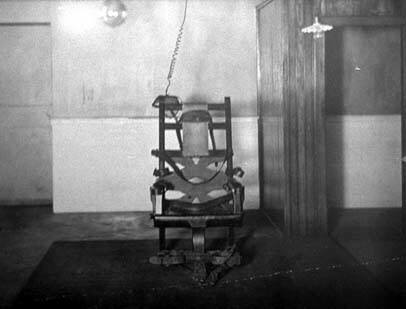
Den första elektriska stolen. Den användes för att avrätta William Kemmler 1890

Folkrätten och de mänskliga rättigheterna avgör globalt och uttryckligt vilka former av straff som inte är legitima och vad andra stater kan göra åt detta. Eftersom det förekommer att stater begår brott mot människor genom missbruk av rättssystemet, har det uppstått ett behov av att internationella organisationer ser över rättskipningen i världen. Sådana organisationer är FN och dess organ, Europarådet med Europadomstolen och frivilliga organisationer som till exempel Amnesty International och Human Rights Watch. 
Stater har som regel ett eget system med översyn över sitt rättsväsen till vilket människor kan klaga och göra anmälningar för rättsliga förfaranden. Först och främst förekommer högre rättsliga instanser vid vilket tidigare domar och beslut kan överklagas. I Sverige finns härutöver Justitieombudsmannen, som övervakar inhemska myndigheters utövanden, däribland domstolarna och Kriminalvården. Justitiekanslern har bland annat till uppgift att se över efterlevnaden av lagar och författningar samt att ta ställning till ersättning till den som suttit orätt frihetsberövad.

## Straffets legitimitet och ändamål
Straff som företeelse anses generellt vara naturligt och förekommer i alla civilisationer. Men företeelsen legitimeras olika i olika samhällen; alla moderna rättssystem bygger på tanken att straffet ska ha ett syfte bortom sig själv. Absolut straffteori, att straffet legitimeras i och med att det är legalt eller i Immanuel Kants tradition att fången ska visat bättring och ånger, är numera ovanligt. Studiet av straffens legitimitet och ändamål kallas straffteori.
I västvärlden är det vanligt att sätta juridiskt straff i relation till den dömdes rehabilitering eller resocialisering. Straff kan även legitimeras med att de förhindrar fortsatt brottsverksamhet av den dömde, förebygger och verkar avskrämmande på människor i riskzonen, är en vedergällning, och som återställelse eller reparation av skadan av brottet (skadestånd med mera). Straff i de samhällen som brukar kallas "hederskulturer" har i relevanta fall drag av intentionen att återupprätta brottsoffrets förlorade anseende, människovärde eller självkänsla. Att motivera ett juridiskt straff med vedergällning är inte vanligt i demokratier men förekommer som argument för till exempel dödsstraff. Hämndbegärets naturlighet och dess relevans för straffpåbud torde vara en av de mest kontroversiella frågorna i straffteorin. Religiöst påbjudna straff, som förekommer i teokratier, legitimeras med att de är Guds vilja, sådan den uttolkas av de påstår att de företräder Gud.
Det svenska påföljdssystemet bygger på en blandning av prevention (negativ prevention) och rehabilitering (positiv prevention). Med juridisk terminologi har straff som ändamål att verka som allmänprevention (avskräckande syfte) och individualprevention (förhindra återfall). Den svenska Brottsbalken bygger på en filosofi som kallas "humanitär kriminalvård". När lagen tillkom var den allmänna trenden att anse att samhället delade skulden till individens brott, vilket påverkade straffbegreppet.
Att straff har fått till funktion att rehabilitera brottsdömda kodifieras i ett par verk av poststrukturalisten och marxisten Michel Foucault, Folie et déraison och Surveiller et punir: Naissance de la prison. Foucault sysslar i den förra boken med att definiera galenskap: det är en form av oförnuft. Medlemmar av populationen, med Foucaults ord, som anses oförnuftiga blir institutionaliserade, vilket skett sedan åtminstone 1500-talet. Som exempel tar Foucault upp brottslingar. I den senare boken gör Foucault en distinktion mellan "monarkistiska straff" (repressioner, tortyr, avrättningar) och "disciplinära straff". I moderna civilisationer, menar Foucault, används "disciplinära straff", där yrkesmän (psykologer, fångvaktare, etc) får makt över fångar och fängelset har till funktion att inskränka fångars fysiska rörlighet: det är enligt Foucault ett fokus på det kroppsliga. Foucault talar även för att synen på fängelser ska ersattas med en vårdande funktion, att vårda bort galenskapen att begå brott. Detta synsätt har implementerats i större eller mindre utsträckning i de flesta västerländska samhällen.
Ett annat motiv till rehabilitetstanken, är den kristna förbättringstanken. När cellsystemet infördes 1841 i Sverige, vilket innebar att fångar sattes ensamma i en cell, berodde det på att man ansåg att fångarna därmed skulle förhindras från det okristliga inflytandet från andra kriminella. I fångvården spelade fängelsepredikanten en framträdande roll under straffverkställandet, med söndagsgudstjänster, kristendomsundervisning, och biblioteksverksamhet. Oscar I hade året före reformen författat Om straff och straffanstalter och där uttalat att fängelserna hade som uppgift att se till att fångar skulle återföras till samhället. Vid riksmötena 1841 och 1842 fick han stöd för sin tanke. 1916 reducerades cellstraffet kraftigt och 1946 avskaffades det helt, men tanken att fängelserna hade till uppgift att vårda levde kvar i andra verkställighetsformer.
Med Sveriges justitieminister Karl Schlyter väcktes debatten igen om begreppet vård i svenska straffrättsliga sammanhang. I hans program från 1934, Avfolka fängelserna!, framlades åsikten att sinnessjuka och ungdomar inte borde sitta i fängelse, utan få vård och uppfostran av särskilda pedagoger. En central tanke var att ta hänsyn till brottslingars människovärde. Detta program formade idéerna bakom 1945 års lag om verkställighet av frihetsstraff och flera andra lagar, som senare ledde till Sociallagarna och Brottsbalken. Sverige blev även därigenom ett föregångsland för human kriminalvård. Att dra en skarp linje mellan psykiskt sjuka och friska har dock i praktiken visat sig svårt.

## Inom samtida samhällsvetenskap
I flera scenarier i spelteori, bland annat fångarnas dilemma - liksom allt mer allmänt i samtida samhällsvetenskap - betonas vikten av bestraffningar för att kunna upprätthålla samarbete och förvalta gemensamma nyttigheter. En omfattande samtida forskning betonar bestraffningens funktion i att uppmuntra till samarbete genom att avskräcka fripassagerare från svek. Det gör det möjligt att undvika marknadsmisslyckanden, allmänningens tragedi och andra skadliga processer. På så sätt förbättrar bestraffningar det allmänna bästa.

## Fotnoter
1. ↑  https://lagen.nu/1962:700#K1P3
2. ↑  ”Villkorlig dom”. www.aklagare.se. https://www.aklagare.se/ordlista/v/villkorlig-dom/. Läst 23 januari 2020.
3. ↑  https://lagen.nu/1962:700#K36
4. ↑  Se artikel 13 och följande http://www.regeringen.se/content/1/c6/06/57/07/15d0d9c8.pdf
5. ↑  http://www.regeringen.se/sb/d/108/a/69024
6. ↑  https://lagen.nu/1962:700#K35P1
7. ↑  https://lagen.nu/1962:700#K1P6
8. 1 2  en:Defense of infancy
9. ↑  https://lagen.nu/1962:700#K31P3
10. ↑  https://lagen.nu/1962:700#K1P1
11. ↑  ”Kriminalvården”. Arkiverad från originalet den 23 juli 2014. https://web.archive.org/web/20140723134651/http://kriminalvarden.se/sv/Startsida-skolportal1/Brott-och-straff/En-fangslande-historia/. Läst 14 augusti 2011.